# Africa Movie Academy Award de la meilleure actrice
L'Africa Movie Academy Award for Best Actress in a Leading Role est une récompense des Africa Movie Academy Awards remise chaque année pour la meilleure actrice dans un rôle principal.
En gras les gagnantes.

## Distinctions par année

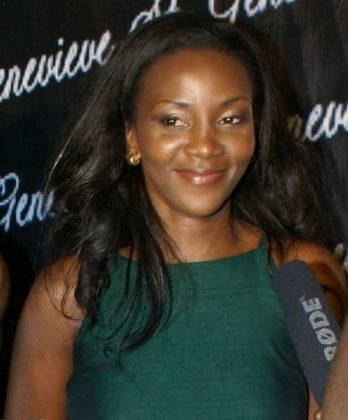
2005 AMAA Best Actress winner Genevieve Nnaji

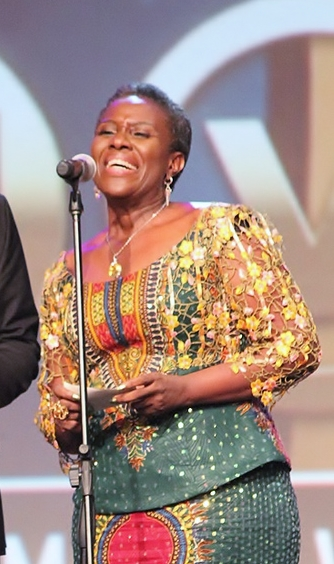
2006 AMAA Best Actress winner Joke Silva

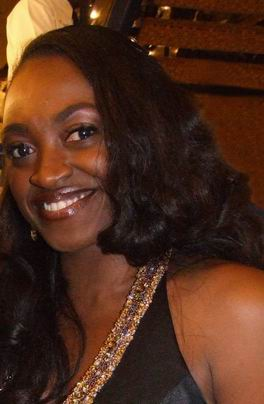
2008 AMAA Best Actress winner Kate Henshaw

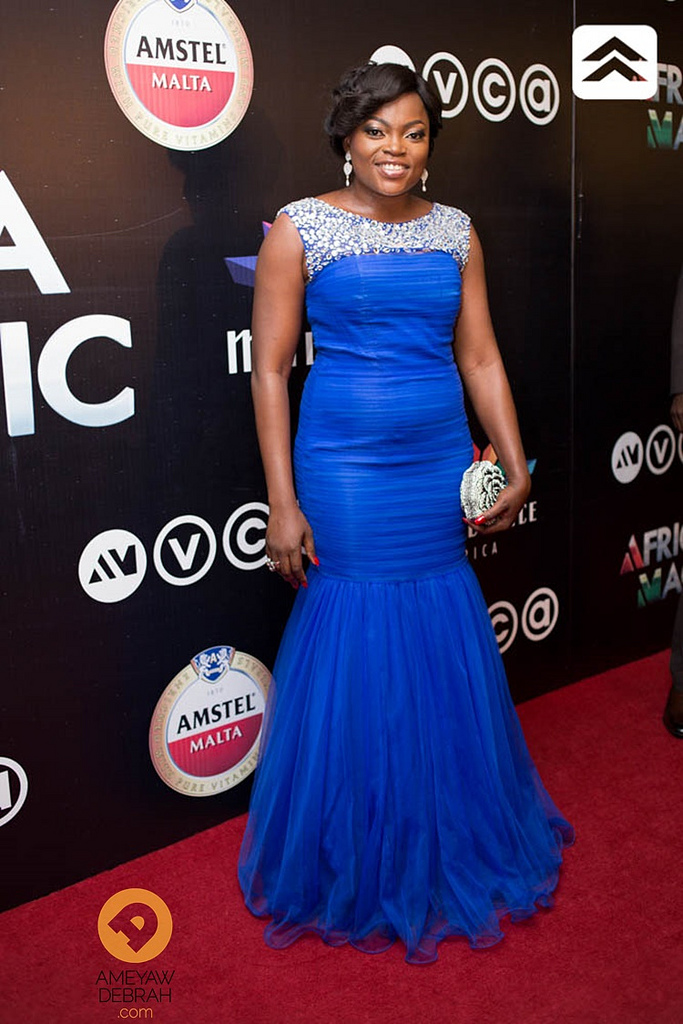
2009 AMAA Best Actress winner Funke Akindele

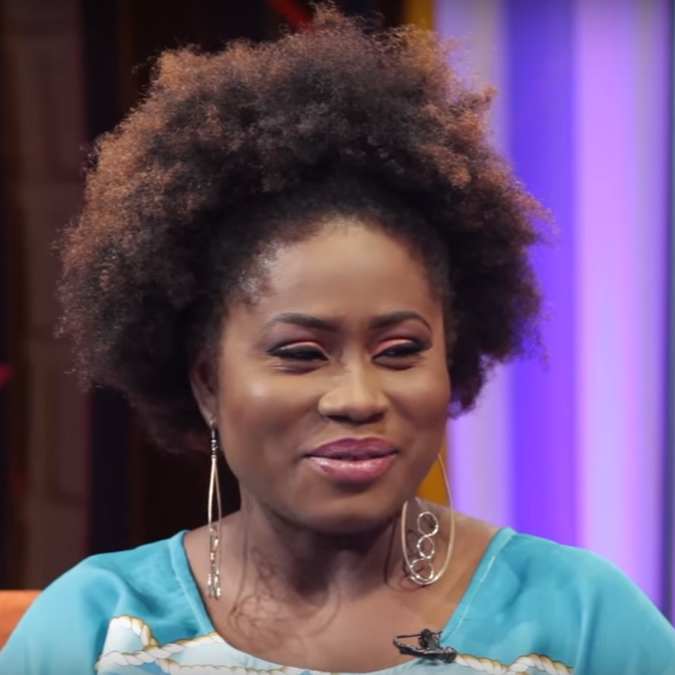
2010 AMAA Best Actress winner Lydia Forson

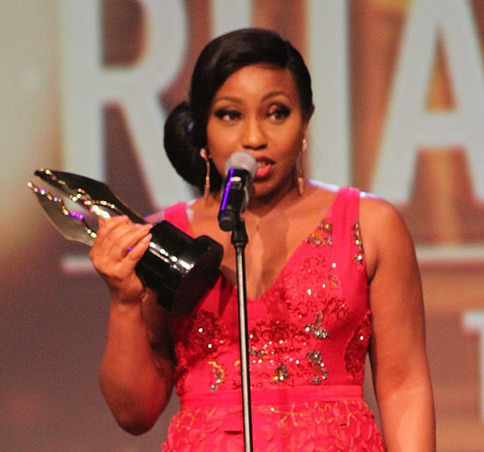
2012 AMAA Best Actress winner Rita Dominic

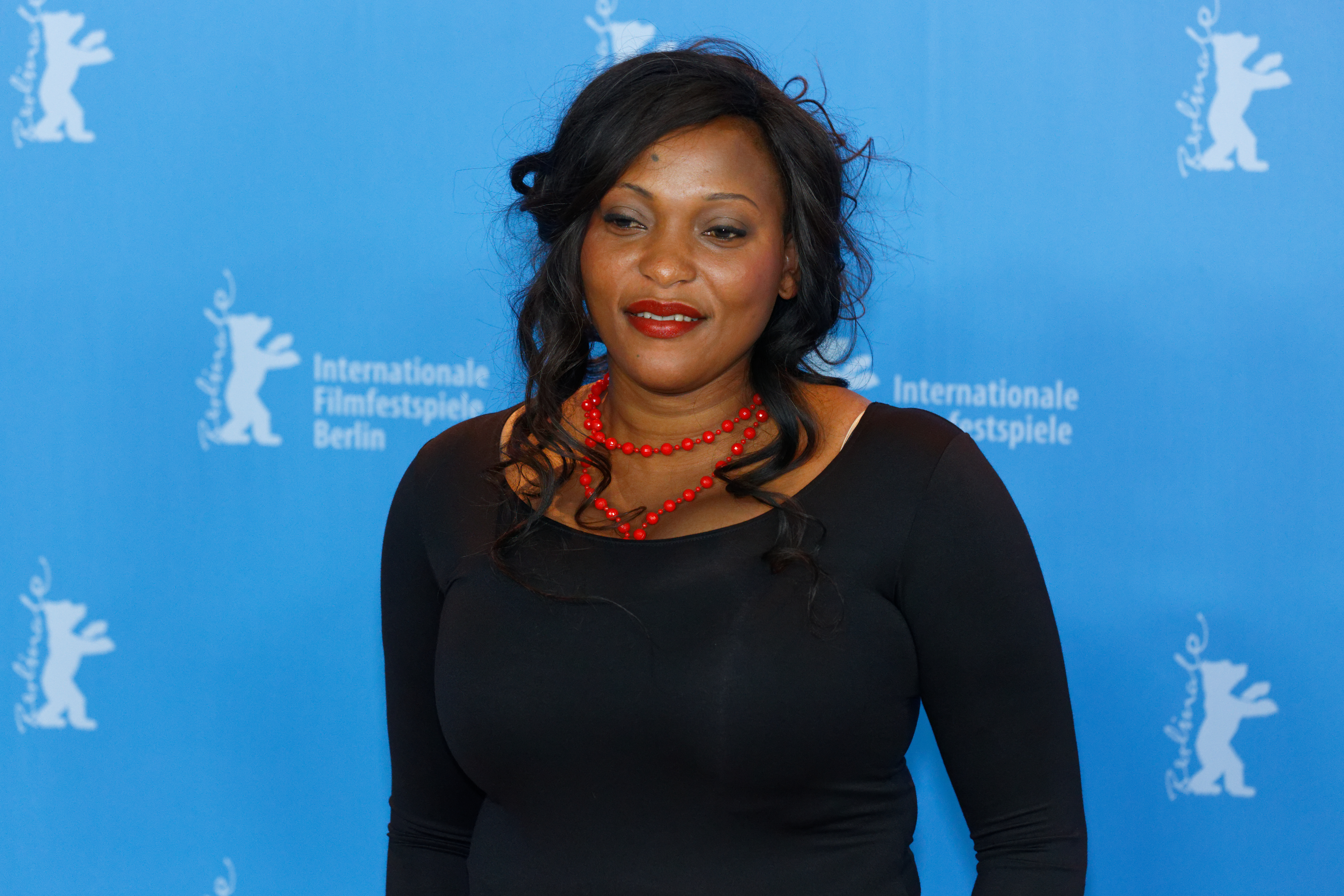
2017 AMAA Best Actress winner Véro Tshanda Beya Mputu

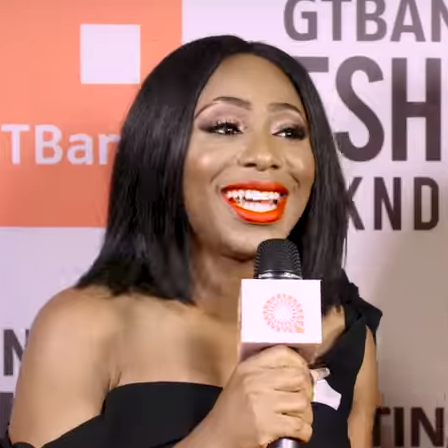
2018 AMAA Best Actress winner Dakore Egbuson-Akande

| Meilleure actrice (rôle principal) | Meilleure actrice (rôle principal)                             | Meilleure actrice (rôle principal) | Meilleure actrice (rôle principal) |
| Année                              | Nommées                                                        | Film                               | Résultat                           |
| ---------------------------------- | -------------------------------------------------------------- | ---------------------------------- | ---------------------------------- |
| 2005                               | Genevieve Nnaji                                                |                                    | Lauréate                           |
| 2005                               | Stephanie Okereke                                              |                                    | Nomination                         |
| 2006                               | Joke Silva                                                     | Widow’s Cot                        | Lauréate                           |
| 2006                               | Stella Damasus                                                 | Behind Closed Door                 | Nomination                         |
| 2006                               | Onyeka Onwenu                                                  | Rising Moon                        | Nomination                         |
| 2006                               | Akofa Asiedu                                                   | My Mother’s Heart                  | Nomination                         |
| 2006                               | Alima Qiedraego                                                | Sofia                              | Nomination                         |
| 2006                               | Kudakwashe Maradzika                                           | Tanyaradzwa                        | Nomination                         |
| 2007                               | Chioma Chukwuka                                                | Sins of the Flesh                  | Lauréate                           |
| 2007                               | Nadia Buari                                                    | Beyonce: The President's Daughter  | Nomination                         |
| 2007                               | Khabirat Kafidipe                                              | Iwalewa                            | Nomination                         |
| 2008                               | Kate Henshaw-Nuttal                                            | Stronger Than Pain                 | Lauréate                           |
| 2008                               | Jackie Aygemang                                                | Princess Tyra                      | Nomination                         |
| 2008                               | Stella Damasus-Aboderin                                        | Widow                              | Nomination                         |
| 2008                               | Rakiya Attah                                                   | Across the Niger                   | Nomination                         |
| 2008                               | Genevieve Nnaji                                                | 30 Days / Keep My Will             | Nomination                         |
| 2009                               | Funke Akindele                                                 | Jenifa                             | Lauréate                           |
| 2009                               | Stephanie Okereke & Nse Ikpe Etim                              | Reloaded                           | Nomination                         |
| 2009                               | Stella Damasus-Aboderin                                        | State of the Heart                 | Nomination                         |
| 2009                               | Corine Onyango                                                 | From a Whisper                     | Nomination                         |
| 2009                               | Nadia Buari                                                    | Agony of the Christ                | Nomination                         |
| 2010                               | Jackie Appiah & Lydia Forson                                   | The Perfect Picture                | Lauréate                           |
| 2010                               | Bimbo Akintola                                                 | Freedom in Chains                  | Nomination                         |
| 2010                               | Stephanie Okereke                                              | Nnenda                             | Nomination                         |
| 2010                               | Flora Suya                                                     | Season of a life                   | Nomination                         |
| 2010                               | Akofa Edjeani Asiedu                                           | I Sing of a Well                   | Nomination                         |
| 2011                               | Ama Abebrese                                                   | Sinking Sands                      | Lauréate                           |
| 2011                               | Genevieve Nnaji                                                | Tango with Me                      | Nomination                         |
| 2011                               | Idiat Shobande                                                 | Aramotu                            | Nomination                         |
| 2011                               | Omoni Oboli                                                    | Anchor Baby                        | Nomination                         |
| 2011                               | Manie Malone                                                   | Viva Riva !                        | Nomination                         |
| 2011                               | Denise Newman                                                  | Shirley Adams                      | Nomination                         |
| 2012                               | Rita Dominic                                                   | Shattered                          | Lauréate                           |
| 2012                               | Nse Ikpe Etim                                                  | Mr. and Mrs.                       | Nomination                         |
| 2012                               | Yvonne Okoro                                                   | Single Six                         | Nomination                         |
| 2012                               | Ama Abebrese                                                   | Ties That Bind                     | Nomination                         |
| 2012                               | Uche Jombo                                                     | Damage                             | Nomination                         |
| 2012                               | Millicent Makheido                                             | 48                                 | Nomination                         |
| 2012                               | Kudzai Sevenzo-Nyarai                                          | Playing Warriors                   | Nomination                         |
| 2013                               | Florence Masebe                                                | Elelwani                           | Lauréate                           |
| 2013                               | Yvonne Okoro                                                   | Contract                           | Nomination                         |
| 2013                               | Mariam Ouedraogo                                               | Moi Zaphira                        | Nomination                         |
| 2013                               | Rita Dominic                                                   | The Meeting                        | Nomination                         |
| 2013                               | Mbutung Seikeh                                                 | Ninah’s Diary                      | Nomination                         |
| 2013                               | Flora Suya                                                     | Last Fishing Boat                  | Nomination                         |
| 2014                               | Clarion Chukwura                                               | Apaye                              | Lauréate                           |
| 2014                               | Uche Nnadili                                                   | B for Boy                          | Nomination                         |
| 2014                               | Linda Sokhulu                                                  | Felix                              | Nomination                         |
| 2014                               | Chioma Chukwuka Akpotha                                        | Accident                           | Nomination                         |
| 2014                               | Uche Jombo Rodriquez, Monalisa Chinda et Daniella Okeke        | Lagos Cougars                      | Nomination                         |
| 2014                               | Joselyn Dumas                                                  | A Northern Affair                  | Nomination                         |
| 2015                               | Lesliana Pereira                                               | Njinga, Rainha de Angola           | Lauréate                           |
| 2015                               | Queen Nwokoye                                                  | Chetanna                           | Nomination                         |
| 2015                               | Aida Wang                                                      | Juliet and Romeo                   | Nomination                         |
| 2015                               | Joselyn Dumas                                                  | Silverain                          | Nomination                         |
| 2015                               | Ini Edo                                                        | While You Slept                    | Nomination                         |
| 2016                               | Fulu Mugovhani                                                 | Ayanda                             | Lauréate                           |
| 2016                               | Zined Odieb                                                    | Behind Closed Doors                | Nomination                         |
| 2016                               | Adesua Etomi                                                   | Falling                            | Nomination                         |
| 2016                               | Maimouna N'Diaye                                               | L'Œil du cyclone                   | Nomination                         |
| 2016                               | Nse Ikpe Etim, Ireti Doyle, Omoni Oboli, Dakore Egbuson-Akande | Fifty                              | Nomination                         |
| 2016                               | Nomzamo Mbatha                                                 | Tell Me Sweet Something            | Nomination                         |
| 2017                               | Véro Tshanda Beya Mputu                                        | Félicité                           | Lauréate                           |
| 2017                               | Lydia Forson                                                   | Keteke                             | Nomination                         |
| 2017                               | Lupita Nyong'o                                                 | La Dame de Katwe                   | Nomination                         |
| 2017                               | Bimbo Akintola                                                 | 93 Days                            | Nomination                         |
| 2017                               | Josette Bushell-Mingo                                          | While We Live                      | Nomination                         |
| 2017                               | Rita Dominic                                                   | 76                                 | Nomination                         |
| 2017                               | Khabonina Qubeka                                               | Dora's Peace                       | Nomination                         |
| 2017                               | Zimkhitha Nyoka                                                | Vaya                               | Nomination                         |
| 2018                               | Dakore Egbuson-Akande                                          | Isoken                             | Lauréate                           |
| 2018                               | Kate Henshaw                                                   | Roti                               | Nomination                         |
| 2018                               | Reine Swart                                                    | Siembamba                          | Nomination                         |
| 2018                               | Okawa Shaznay                                                  | In My Country                      | Nomination                         |
| 2018                               | Nana Ama McBrown Lydia Forson Sika Osei                        | Sidechic Gang                      | Nomination                         |
| 2018                               | Mariam Phiri                                                   | The Road To Sunrise                | Nomination                         |
| 2018                               | Tunde Aladese                                                  | The Lost Café                      | Nomination                         |
| 2018                               | Joselyn Dumas                                                  | Potato Potahto                     | Nomination                         |
| 2019                               | Sola Sobowale                                                  | King of Boys                       | Lauréate                           |
| 2019                               | Sheila Munyiva                                                 | Rafiki                             | Nomination                         |
| 2019                               | Rita Dominic                                                   | Light in the Dark                  | Nomination                         |
| 2019                               | Jill Levenberg                                                 | Ellen: The Ellen Pakkies Story     | Nomination                         |
| 2019                               | Beatrice Taisamo                                               | Fatuma                             | Nomination                         |
| 2019                               | Seyi Shay                                                      | Lara and the Beat                  | Nomination                         |
| 2019                               | Jemima Osunde                                                  | The Delivery Boy                   | Nomination                         |
| 2019                               | Samantha Mugotsia                                              | Rafiki                             | Nomination                         |
| 2020                               | Mary Twala-Mhlongo                                             | L'Indomptable Feu du printemps     | Lauréate                           |
| 2020                               | Joselyn Dumas                                                  | Cold Feet                          | Nomination                         |
| 2020                               | Stella Damasus                                                 | Between                            | Nomination                         |
| 2020                               | Meg Otanwa                                                     | For Maria: Ebun Pataki             | Nomination                         |
| 2020                               | Zenobia Kloppers                                               | Fiela’s Child                      | Nomination                         |
| 2020                               | Elvina Ibru                                                    | The Bling Lagosians                | Nomination                         |
| 2020                               | Girley Jazama                                                  | The White Line                     | Nomination                         |
| 2020                               | Kelly Khumalo                                                  | Zulu Wedding                       | Nomination                         |
| 2021                               | Joan Agaba                                                     | Stain (en)                         | Lauréate                           |
| 2021                               | Lucie Memba Bois                                               | Buried                             | Nomination                         |
| 2021                               | Funke Akindele                                                 | Omo Ghetto: The Saga (en)          | Nomination                         |
| 2021                               | Sarah Alina Grosz                                              | Black Medusa                       | Nomination                         |
| 2021                               | Phumi Mthembu                                                  | African American                   | Nomination                         |
| 2021                               | Rita Dominic                                                   | La Femme Anjola (en)               | Nomination                         |
| 2021                               | Claudine de Groot                                              | Hairareb (en)                      | Nomination                         |
| 2022                               | Ikhlas Gafur Vora                                              | Tug of War                         | Lauréate                           |
| 2022                               | Euodia Samson                                                  | Angeliena                          | Nomination                         |
| 2022                               | Bless Fortune                                                  | Road to My Fathers Compound        | Nomination                         |
| 2022                               | Osas Ighodaro                                                  | Man of God                         | Nomination                         |
| 2022                               | Ronah Ninsiima                                                 | Tembele                            | Nomination                         |
| 2022                               | Vanessa Vanderpuye                                             | A song from the dark               | Nomination                         |
| 2022                               | Nanfuna Sharon                                                 | The Wave                           | Nomination                         |
| 2022                               | Eniola Akinbo                                                  | Swallow                            | Nomination                         |
| 2023                               | Nse Ikpe-Etim                                                  | Four Four Forty Four               | Lauréate                           |
| 2023                               | Lucie Debay                                                    | Augure                             | Nomination                         |
| 2023                               | Enhle Mbali Mlotshwa (en)                                      | Four Walls                         | Nomination                         |
| 2023                               | Nafissatou Cissé                                               | Sira                               | Nomination                         |
| 2023                               | Adesua Etomi                                                   | Gangs of Lagos (en)                | Nomination                         |
| 2023                               | Bimbo Ademoye (en)                                             | Aníkúlápó                          | Nomination                         |
| 2023                               | Ama Qamata                                                     | Fight Like a Girl                  | Nomination                         |
| 2024                               | Jackie Appiah                                                  | Red Carpet                         | Lauréate                           |
| 2024                               | Girley Jazama (en)                                             | Under The Hanging Tree (en)        | Nomination                         |
| 2024                               | Oyin Oladejo (en)                                              | Orah (en)                          | Nomination                         |
| 2024                               | Unati Faku                                                     | The Queenstown Kings               | Nomination                         |
| 2024                               | Uzoamaka Aniunoh (en)                                          | The Weekend (en)                   | Nomination                         |
| 2024                               | Laura Pepple                                                   | This is Lagos                      | Nomination                         |
| 2024                               | Efe Irele (en)                                                 | A Smile, A Wink and A Tear         | Nomination                         |